# Johann Jacob Günther
Johann Jacob Günther (auch Johann Jakob Günther, * 19. Februar 1771 in Neviges; † 13. Juli 1852 in Köln) war ein deutscher Mediziner und Naturforscher, der als Herzoglich Nassauischer und nachfolgend Königlich preußischer Medizinalrat und praktischer Arzt zuletzt in Köln wirkte.

## Leben
Johann Jacob Günther war der Sohn eines Wundarztes. Er studierte ab 1788 an der Universität Marburg Theologie und wurde 1794 Hilfsprediger in Oberkassel. Ab 1797 studierte er an der  Kurkölnischen Universität Bonn und nach Aufhebung der Universität 1798 nach der Angliederung des linken Rheinufers an Frankreich ab 1799 weiter an der Universität Marburg Medizin, wo er 1801 mit der Dissertation De aeris in corpus humanum affectu continents, nee non de methodo exinde orta, species gasium varias in morbis applicandi zum Dr. med. et chir. promoviert wurde. Anschließend wirkte er als Arzt in Oberkassel, wurde 1805 nassauischer Amtsphysikus in Deutz und siedelte 1808 nach Köln über. Im Jahr 1814 kehrte er nach Deutz zurück, wo er während der provisorischen Verwaltung des Herzogtums Berg Kantonsphysicus und später bis 1817 Kreisphysicus war. Johann Jacob Günther zog 1817 erneut nach Köln, wurde 1821 Medizinalrat und wirkte bis zu dessen Auflösung 1823 als Mitglied des Medizinalkollegiums der Herzogtümer Jülich, Kleve und Berg.
Johann Jacob Günther war einer der fruchtbarsten medizinischen Schriftsteller seiner Zeit und darüber hinaus Verfasser zahlreicher weiterer Schriften aus den verschiedensten Bereichen der Wissenschaft. Dies brachte ihn auch in Kontakt zu Johann Wolfgang von Goethe, der mit ihm korrespondierte und ihm während seiner Zeit in Deutz einen Besuch abstattete.
Am 28. November 1820 wurde er unter der Präsidentschaft von Christian Gottfried Daniel Nees von Esenbeck mit dem akademischen Beinamen Wrisbergius I. unter der Matrikel-Nr. 1180 als Mitglied in die Kaiserliche Leopoldino-Carolinische Deutsche Akademie der Naturforscher aufgenommen.
Von seiner Korrespondenz sind in der Autographensammlung von Karl Geigy-Hagenbach (1866–1949) ein an Johann Jacob Günther gerichteter Brief von Johann Wolfgang von Goethe vom 10. August 1815 sowie in der Bayerischen Staatsbibliothek ein von Johann Jacob Günther an den Buchhändler und Verleger Johann Leonhard Schrag im Zeitraum 1833 bis 1838 geschriebener Brief überliefert.

## Mitgliedschaften
- Niederrheinische Gesellschaft für Natur- und Heilkunde zu Bonn
- Physikalisch-medizinische Gesellschaft zu Erlangen
- Wetterauische Gesellschaft für die gesammte Naturkunde zu Hanau
- Gesellschaft zur Beförderung der gesammten Naturwissenschaften zu Marburg
- Philosophisch-medizinische Gesellschaft zu Würzburg
- Apotheker-Verein im nördlichen Deutschland

## Schriften (Auswahl)
- De aeris in corpus humanum affectu continents, nee non de methodo exinde orta, species gasium varias in morbis applicandi. Dissertatio Physiologico-Medica Inauguralis, Marburg 1801. (Digitalisat)
- Darstellung einiger Resultate, die aus der Anwendung der pneumatischen Chemie auf die praktische Arzneykunde hervorgehen. Marburg 1801. (Digitalisat)
- Anweisung für den Weinbauern. Deutz 1806. (Digitalisat)
- Über den Einfluß der Entdeckung der verschiedenen Gasarten auf die Heilkunde. Köln 1807 (Digitalisat)
- Kurze Uebersicht und Würdigung der vorzüglichsten bisher in der Lustseuche versuchten Heilmittel. Frankfurt 1807. (Digitalisat)
- Architectonischer Grundriß der medicinischen Disciplinen. Rommerskirchen, Köln 1819. (Digitalisat)
- Revision der Kriterien, deren sich gewöhnlich die gerichtl. Arzneiwissenschaft zur Entscheidung der Frage bedient: Ob todtgefundene Neugeborne eines natürlichen oder gewaltsamen Todes gestorben seyen? Rommerskirchen, Köln 1820. (Digitalisat)
- Einige vorläufige Bemerkungen über Köln und seine Bewohner in medizinisch-physischer Hinsicht. Heberle, Köln 1824. (Digitalisat)
- Ueber Luftreinigung in Zimmern und Krankensälen. Cremer, Aachen 1826. (Digitalisat)
- Physische Geschichte unserer Erde und der vorzüglichsten Länder-Entdeckungen seit Colon's bis auf unsere Zeit. Schrag, Nürnberg 1833. (Digitalisat)
- Die Atmosphäre und ihre vorzüglichsten Erscheine, nach den Grundsätzen der neuern Meteorologie, nach eigenen und Anderer Beobachtungen bearbeitet. Johann David Sauerländer, Frankfurt am Main 1835. (Digitalisat)